# Володимирівка (Малинський район)
Володимирівка (Владимирівка)  — колишня колонія у Головківській сільській раді Малинського району Волинської округи Української СРР. Була заселена переважно поляками.

## Населення
У 1924 році в колонії проживало 89 осіб (з перевагою населення польської національности), дворів — 16, у 1926 році — 84 особи, дворів — 17.

## Історія
Розміщувалася біля с. Головки. До 1923 року — колонія Малинської волості Радомисльського повіту Київської губернії. У 1923 році включена до складу новоствореної Головківської сільської ради, яка 7 березня 1923 року увійшла до складу новоутвореного Малинського району Малинської округи.
Знята з обліку населених пунктів до 1 жовтня 1941 року.